# Sun Microsystems

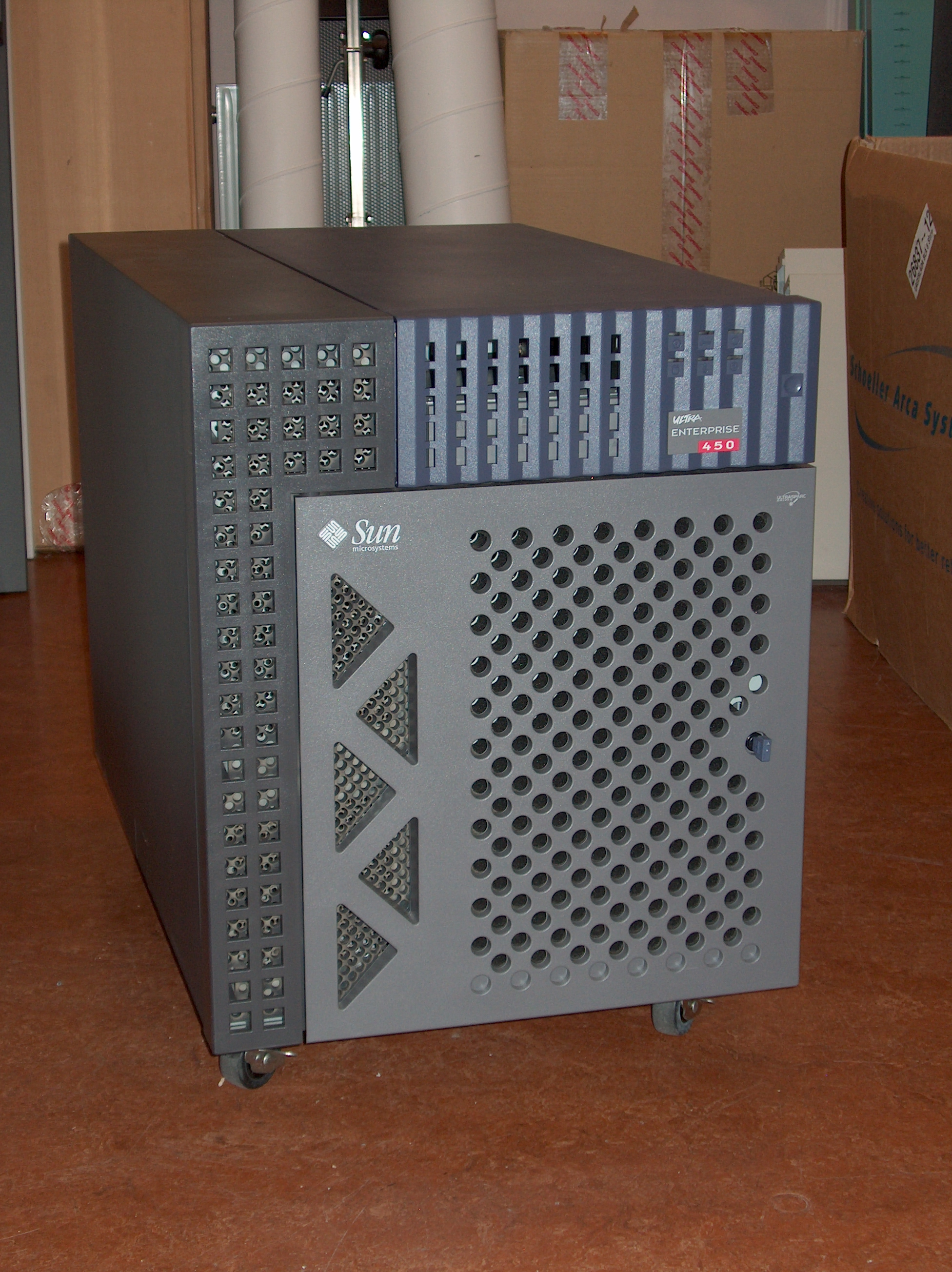
Sun Ultra Enterprise 450

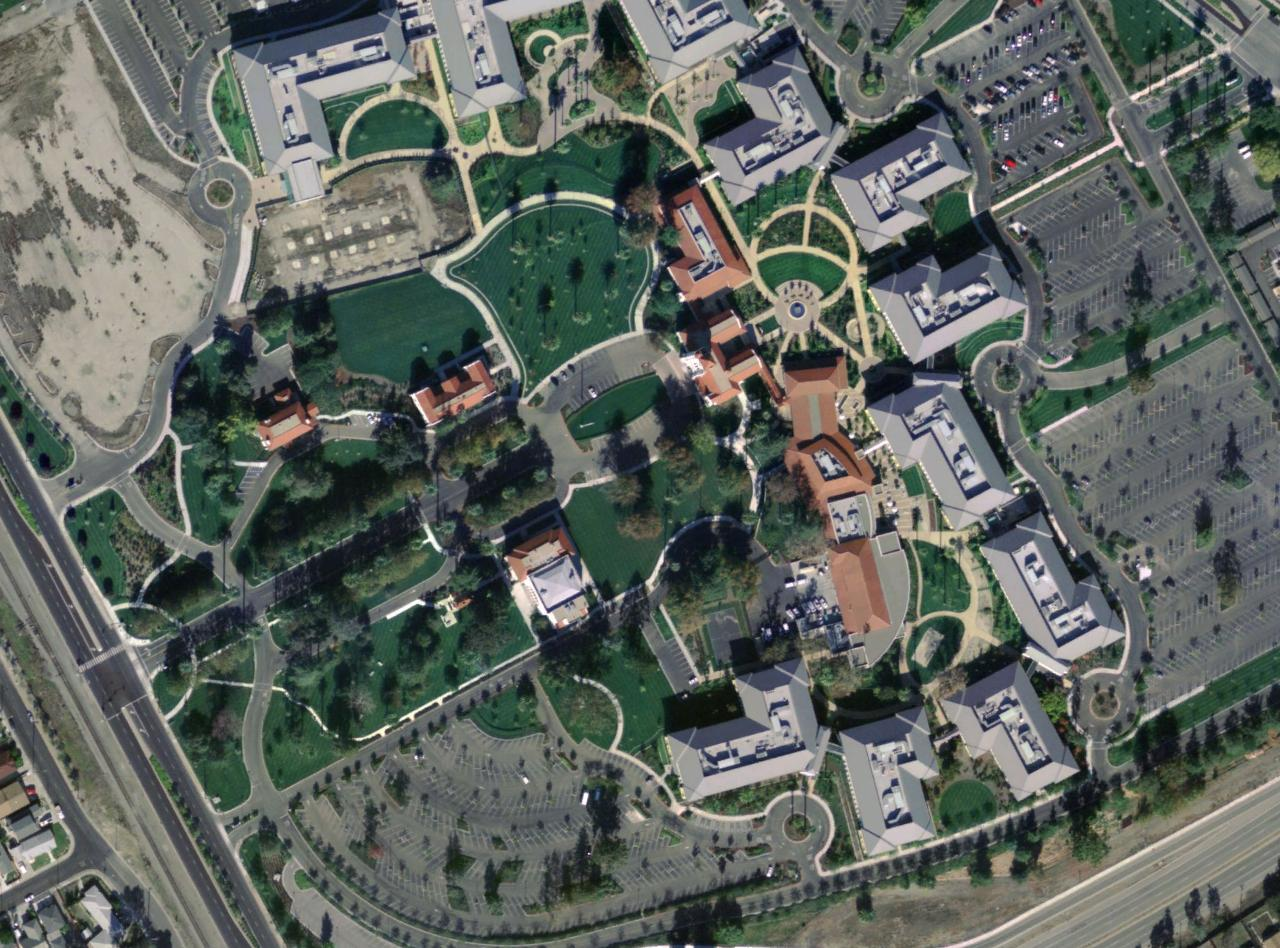
Suns huvudkontor i Santa Clara.

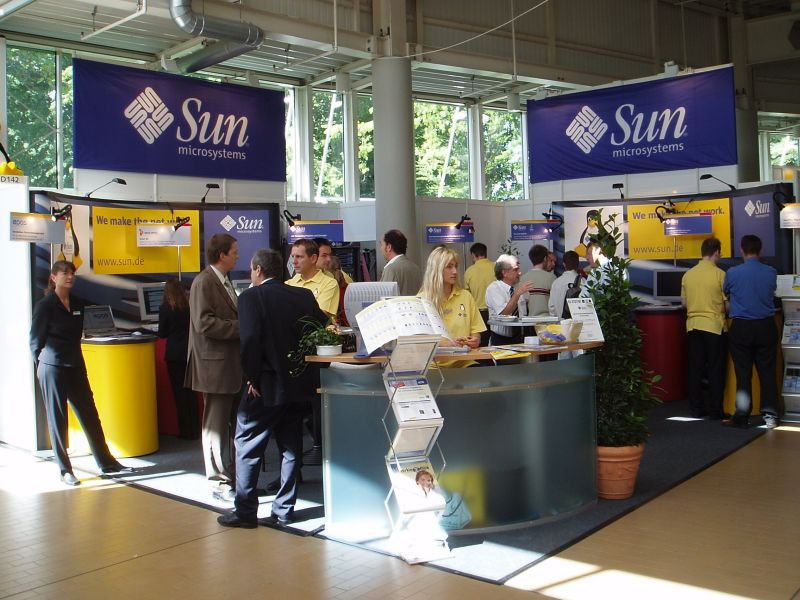
Sun på Linuxtag 2004 i Karlsruhe.

Sun Microsystems var ett amerikanskt datorföretag som bland annat tillverkade processorer, serverdatorer och mjukvara som till exempel Solaris, Staroffice och Java.
Företaget Sun grundades av Scott McNealy, Bill Joy, Vinod Khosla och Andy Bechtolscheim i Kalifornien 24 februari 1982 på Stanford University (härav namnet "Sun"). Suns flaggskepp var serverdatorer baserade på Sparcarkitekturen och inom mjukvaruområdet Solaris, Java och Staroffice.
Under 1980-talet representerades Sun Microsystems i Sverige av Ericsson Information Systems, som sålde Sun-2 och Sun-3 med operativsystem som OEM-produkter under egna namn, som Ericsson 9000, S10, S20 och S30. När Nokia köpte Ericsson Information Systems runt 1987–1988 startade Sun ett eget dotterbolag i Sverige (556300-0370) som kom att bli mycket framgångsrikt på serversidan, speciellt under IT-bubblan i skiftet 1990-2000-tal.
Den 27 januari 2010 köptes Sun upp av Oracle.[källa behövs]

## Produkter

### Mjukvara
- SunOS
- Solaris
- Staroffice
- Sun Ray
- Java
- Java Desktop System
- Java Enterprise System
- MySQL

### Hårdvara
- Sparc (processor)
- Sun-4
- Sparcstation
- Sparcserver
- Sun Ultra
- Sun Enterprise
- Sun Blade
- Sun Fire
- Sun Ray (tunn klient)